# Classe Hiburi
La Classe Hiburi est une classe d'escorteurs de la Marine impériale japonaise construite en début de la Seconde Guerre mondiale. C'est une sous-classe Mikura

Les japonais appelaient ces navires Kaibōkan "navires de défense en haute mer", (Kai = mer, océan, Bo = défense, Kan = navire), navire  initialement conçu pour la protection de la pêche, le déminage et l'escorte de convois.

## Contexte
En 1943, l'État-major de la marine impériale japonaise (Gunreibu) demande une construction plus rapide des navires d'escorte.

## Conception
Le Département technique de la marine impériale japonaise (Kampon) a mis en construction cette première série d'escorteurs qui serviront de base pour les cinq séries suivantes.

La classe Hiburi reprend la coque et l'armement de la classe Mikura et, pour le reste, la classe Ukuru. Toutes les unités sont construites dans le même chantier naval.

## Service
Mis en service dès 1944 pour les premières unités jusqu'en 1945 pour les dernières. Retirés du service en 1990, pour les dernières unités.

## Les unités
| Nom     | Quille           | Lancement        | Service           | Fin de carrière                    |
| ------- | ---------------- | ---------------- | ----------------- | ---------------------------------- |
| Hiburi  | 3 janvier 1944   | 10 avril 1944    | 27 juin 1944      | coulé le 22 août 1944              |
| Daitō   | 23 février 1944  | 19 mai 1944      | 7 août 1944       | coulé le 16 novembre 1945          |
| Shōnan  | 23 février 1944  | 24 juin 1944     | 13 juillet 1944   | coulé le 25 février 1945           |
| Kume    | 26 mai 1944      | 15 août 1944     | 25 septembre 1944 | coulé le 28 janvier 1945           |
| Ikuna   | 30 juin 1944     | 4 septembre 1944 | 15 octobre 1944   | Garde côtière du Japon (1949-1963) |
| Shisaka | 21 août 1944     | 31 octobre 1944  | 15 décembre 1944  | Marine chinoise (1949-1990)        |
| Sakito  | 7 septembre 1944 | 29 novembre 1944 | 10 janvier 1945   | détruit en 1947                    |
| Mokuto  | 5 novembre 1944  | 7 janvier 1945   | 19 février 1945   | coulé le 4 avril 1945              |
| Habuto  | 2 décembre 1944  | 28 février 1945  | 7 avril 1945      | détruit en 1947                    |